# Belagerung von Dorostolon
Die Belagerung von Dorostolon (Silistra) fand 971 zwischen dem Byzantinischen Reich und dem Kiewer Rus statt. Die Byzantiner, angeführt von Johannes Tzimiskes, gewannen die Schlacht.
Infolge des russisch-bulgarischen Krieges eroberte Großfürst Swjatoslaw I. von Kiew die nördlichen Teile des Byzantinischen Reiches und gründete seine neue Hauptstadt Pereslavets am Unterlauf der Donau. Als Johannes Tzimiskes den Thron erfolgreich usurpiert hatte, griffen die Byzantiner die Truppen des Kiewer Rus und die mit ihm verbündeten Bulgaren an. Nachdem es Johannes gelungen war, die vereinigten Kräfte des Rus und der Bulgaren in der Schlacht von Arkadiopolis zu schlagen,1 floh Swjatoslaw in die Festung von Dorostolon (Drustur/Durostorum).
Johannes begann umgehend mit der Belagerung von Dorostulum, welche insgesamt 65 Tage dauern sollte. Seine Armee wurde von 300 Schiffen, die mit griechischem Feuer bewaffnet waren, verstärkt. Diese Schiffe wurden u. a. zur Sicherung der Donau und deren Delta eingesetzt. Vor den Mauern der Stadt kam es im Verlauf der Schlacht zu einigen kleineren Scharmützeln, welche die Schwäche der russischen Kavallerie offenbarten. Trotzdem gelang es den Belagerten, einen Verwandten des Kaisers, Johannes Kurkuas, in einem dieser Gefechte zu töten und anschließend seinen Kopf auf einem der Stadttürme gut sichtbar aufzuspießen.

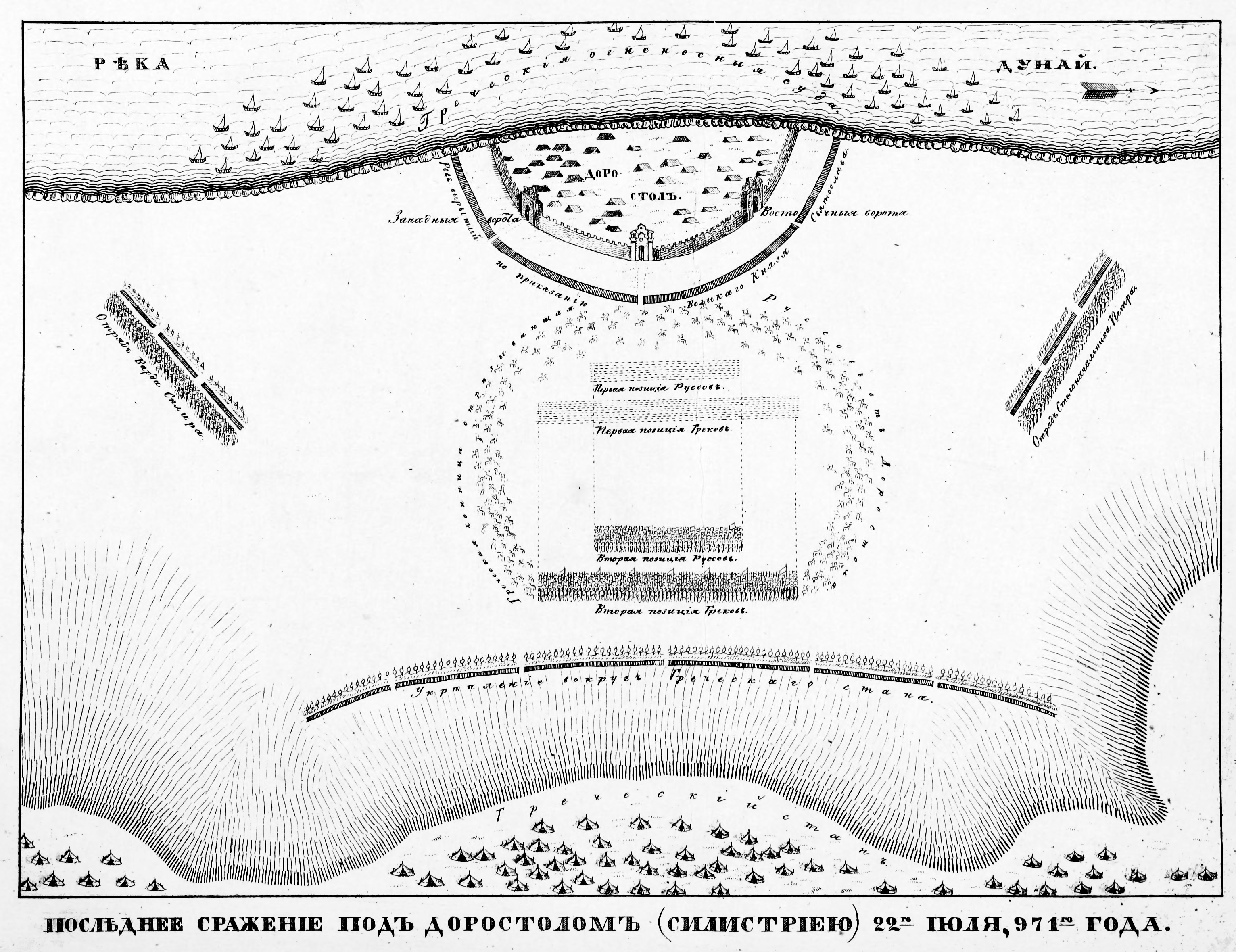
Umzeichnung einer Skizze zur Belagerung (aus einer Chronik der Kiewer Rus)

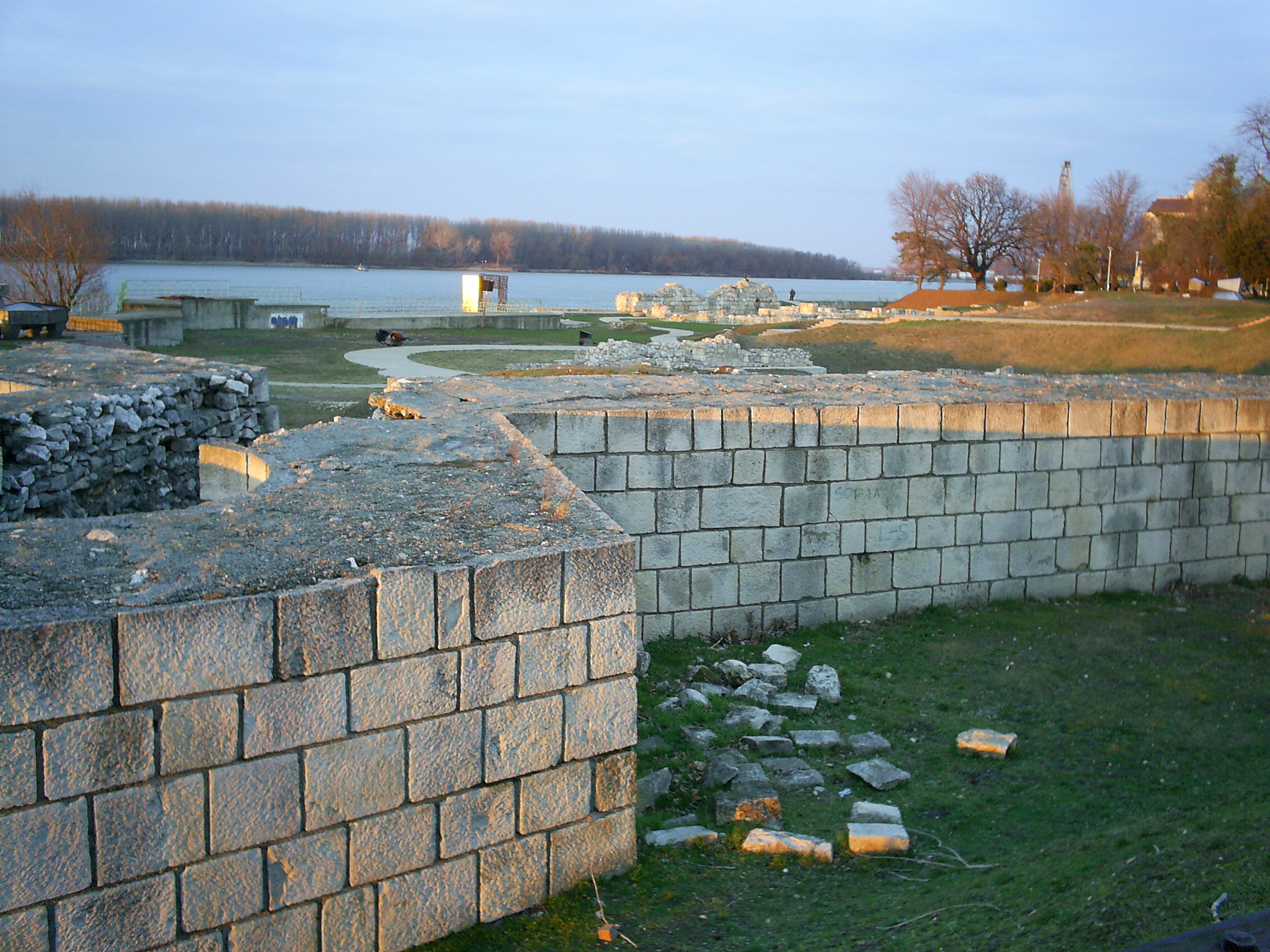
Überreste der antiken Stadtmauern Silistras

Durch die lange Belagerung und der damit verbundenen Hungersnot verloren die nicht auf eine Belagerung eingestellten Rus und ihre Verbündeten jedoch viele Männer. 2000 Männern und einigen Frauen gelang zwar zwischenzeitlich der Ausbruch und die Rückkehr, um Lebensmittel zu beschaffen, jedoch konnte dadurch die Belagerung nicht wesentlich verlängert werden. Auch die Anrufung der Götter, bei der Hühner und angeblich sogar Kinder in der Donau geopfert wurden, half den Belagerten nicht mehr.
Nachdem sie ihre ausweglose Situation erkannt hatten, ergaben sie sich und unterzeichneten einen Friedensvertrag mit dem Byzantinischen Reich. Darin mussten die Rus ihre Ansprüche auf Bulgarien, Ungarn und Chersones auf der Krim aufgeben. Auf dem Rückzug auf die Insel Berezan musste Swjatoslaw zudem den Abfall der mit ihm verbündeten Magyaren und Petschenegen hinnehmen. Die Stadt Dorostolon wurde nach dem Einzug der Byzantiner nach der Frau des Kaisers in Theodoropolis umbenannt.
Der Ablauf der Schlacht wurde in der Nestorchronik und der Chronik Synopsis Historion des Johannes Skylitzes beschrieben und im 19. Jahrhundert in einem Drama des türkischen Schriftstellers Namık Kemal literarisch verarbeitet.